# Алактит
Алактит — рідкісний арсенатний мінерал метаморфізованих родовищ марганцево-цинкових руд. Зустрічається в Швеції та Нью-Джерсі, США. Його назва походить від грецького αλλάκτειν (аллактеїн), що означає «змінюватися», через сильний плеохроїзм.

## Загальний опис
Алактит — дуже рідкісний мінерал з класу мінералів «фосфати, арсенати і ванадати». Він кристалізується в моноклінній кристалічній системі з хімічним складом Mn2+7[(OH)4|AsO4]2 і тому, з хімічної точки зору, є арсенатом марганцю з додатковими іонами гідроксиду.
Алактит утворює вузькі, пластинчасті або призматичні кристали довжиною приблизно до шести міліметрів із скляним блиском на поверхні. Колір мінералу змінюється залежно від сторонніх домішок від коричневого до коричнево-червоного або темного до світло-червоно-фіолетового. Дуже рідко також можна знайти кристали алактиту від майже безбарвного до білого. Колір лінії, з іншого боку, від сірого до блідо-коричневого.
Алактит — арсенатний аналог аргандиту (Mn7[(OH)4|VO4]2), відкритого у 2010 році.

## Інтернет-ресурси
- Allactite (Allaktit) на mineralienatlas
- Allactite Mineral Data